# Johann Ernst Falke
Johann Ernst Ludwig Falke (Rudolstadt, 20 de abril de 1805 — Jena, 24 de setembro de 1880) foi um veterinário alemão.
Recebeu a Medalha Cothenius no ano de 1861.

## Obras
- Lehrbuch über den Hufbeschlag und die Hufkrankheiten. Leipzig 1848, 2ª Edição 1860
- Die Hippologie. Leipzig 1849
- Lehrbuch der gesamten Tierarzneiwissenschaft. Leipzig 1855, 3 Volumes
- Handbuch aller innern und äußern Krankheiten unsrer nutzbaren Haustiere. Erlangen 1858
- Die Prinzipien der vergleichenden Pathologie und Therapie der Haussäugetiere. Erlangen 1860
- Die Influenza der Pferde. Jena 1862
- Der Milzbrand und die Hundswut. Leipzig 1861
- Die Lehre von den Krankheiten der Zucht- und der jungen Tiere. Leipzig 1867
- Tierärztliche Jahrbücher. Leipzig 1878